# Formel-3-Euroserie-Saison 2010
Die Formel-3-Euroserie-Saison 2010 war die achte Saison der Formel-3-Euroserie. Sie umfasste insgesamt neun Rennwochenenden mit jeweils zwei Rennen. Die Saison begann am 10. April 2010 auf dem Circuit Paul Ricard und endete am 17. Oktober auf dem Hockenheimring. Den Meistertitel der Fahrer gewann vorzeitig Edoardo Mortara, dessen Team Signature die Meisterschaft der Teams für sich entschied.

## Starterfeld
| Team                    | Nr. | Fahrer                 | Chassis      | Motor         | Rennwochenende |
| ----------------------- | --- | ---------------------- | ------------ | ------------- | -------------- |
| ART Grand Prix          | 1   | Valtteri Bottas        | Dallara F308 | Mercedes-Benz | 1–9            |
| ART Grand Prix          | 2   | Alexander Sims         | Dallara F308 | Mercedes-Benz | 1–9            |
| ART Grand Prix          | 11  | Jim Pla                | Dallara F308 | Mercedes-Benz | 1–9            |
| ART Grand Prix          | 30  | Esteban Gutiérrez      | Dallara F308 | Mercedes-Benz | 2              |
| Mücke Motorsport        | 3   | Roberto Merhi          | Dallara F308 | Mercedes-Benz | 1–9            |
| Mücke Motorsport        | 4   | Carlos Muñoz           | Dallara F308 | Mercedes-Benz | 1–9            |
| Signature               | 5   | Edoardo Mortara        | Dallara F308 | Volkswagen    | 1–9            |
| Signature               | 6   | Marco Wittmann         | Dallara F308 | Volkswagen    | 1–9            |
| Signature               | 14  | Laurens Vanthoor       | Dallara F308 | Volkswagen    | 1–9            |
| Prema Powerteam         | 7   | Nicolas Marroc         | Dallara F308 | Mercedes-Benz | 1–9            |
| Prema Powerteam         | 8   | Daniel Juncadella      | Dallara F308 | Mercedes-Benz | 1–9            |
| Motopark Academy        | 9   | Adrian Quaife-Hobbs    | Dallara F308 | Volkswagen    | 1, 2           |
| Motopark Academy        | 10  | Matias Laine           | Dallara F308 | Volkswagen    | 1–9            |
| Motopark Academy        | 13  | António Félix da Costa | Dallara F308 | Volkswagen    | 1–9            |
| Motopark Academy        | 15  | Kevin Magnussen        | Dallara F308 | Volkswagen    | 3              |
| Motopark Academy        | 16  | Mika Mäki              | Dallara F308 | Volkswagen    | 5–7            |
| Motopark Academy        | 17  | Tobias Hegewald        | Dallara F308 | Volkswagen    | 8              |
| Motopark Academy        | 18  | Christopher Zanella    | Dallara F308 | Volkswagen    | 9              |
| Motopark Academy        | 31  | Jimmy Eriksson         | Dallara F305 | Volkswagen    | 2              |
| Motopark Academy        | 33  | Christopher Zanella    | Dallara F308 | Volkswagen    | 5–7            |
| Motopark Academy        | 34  | Renger van der Zande   | Dallara F308 | Volkswagen    | 8              |
| China Sonangol-Motopark | 32  | Luís Sá Silva          | Dallara F305 | Volkswagen    | 2              |
| Jo Zeller Racing        | 38  | Sandro Zeller          | Dallara F306 | Mercedes-Benz | 2, 9           |

- Fahrer mit den Startnummern ab 30 sind Gaststarter

### Änderungen bei den Fahrern
Die folgende Auflistung enthält bis auf Gaststarter alle Fahrer, die an der Formel-3-Euroserie-Saison 2009 teilgenommen haben und in der Saison 2010 nicht für dasselbe Team wie 2009 starteten.
Fahrer, die ihr Team gewechselt hatten:
- Mika Mäki: Signature → Motopark Academy
- Roberto Merhi: Manor Motorsport → Mücke Motorsport
- Alexander Sims: ASL Mücke Motorsport → ART Grand Prix
- Marco Wittmann: ASL Mücke Motorsport → Signature

Fahrer, die in die Formel-3-Euroserie einstiegen bzw. zurückkehrten:
- António Félix da Costa: Formel Renault 2.0 Eurocup (Motopark Academy) → Motopark Academy
- Daniel Juncadella: Europäische Formel BMW (EuroInternational) → Prema Powerteam
- Matias Laine: Britische Formel Renault (CRS Racing) → Motopark Academy
- Kevin Magnussen: Formel Renault 2.0 Eurocup (Motopark Academy) → Motopark Academy
- Nicolas Marroc: Deutscher Formel-3-Cup (Racing Experience) → Prema Powerteam
- Edoardo Mortara: GP2-Serie (Arden International) → Signature
- Carlos Muñoz: Formel Renault 2.0 Eurocup (Epsilon Euskadi) → Mücke Motorsport
- Jim Pla: Europäische Formel BMW (DAMS) → ART Grand Prix
- Adrian Quaife-Hobbs: Formel Renault 2.0 Eurocup (Motopark Academy) → Motopark Academy
- Laurens Vanthoor: Deutscher Formel-3-Cup (van Amersfoort Racing) → Signature

Fahrer, die die Formel-3-Euroserie verlassen hatten:
- Jules Bianchi: ART Grand Prix → GP2-Serie (ART Grand Prix)
- Sam Bird: ART Grand Prix → GP2-Serie (ART Grand Prix)
- Andrea Caldarelli: SG Formula → Italienische Formel-3-Meisterschaft (Prema Powerteam)
- Johnny Cecotto jr.: HBR Motorsport → GP2-Serie (Trident Racing)
- Matteo Chinosi: Prema Powerteam → Auszeit
- Stefano Coletti: Prema Powerteam → World Series by Renault (Comtec Racing)
- Carlo van Dam: SG Formula → Le Mans Series (Atlas FX-Team Full Speed)
- Tom Dillmann: Prema Powerteam → Deutscher Formel-3-Cup (HS Technik)
- Pedro Enrique: Manor Motorsport → GP3-Serie (ART Grand Prix)
- Tiago Geronimi: Signature-Plus → Copa Chevrolet Montana (Platz 36)
- Esteban Gutiérrez: ART Grand Prix → GP3-Serie (ART Grand Prix)
- Brendon Hartley: Carlin Motorsport → World Series by Renault (Tech 1 Racing)
- Johan Jokinen: Kolles & Heinz Union → FIA-Formel-2-Meisterschaft
- Alexandre Marsoin: SG Formula → Auszeit
- Kevin Mirocha: HBR Motorsport → Nordeuropäische Formel Renault (Platz 9)
- Atte Mustonen: Motopark Academy → Auszeit
- César Ramos: Manor Motorsport → Italienische Formel-3-Meisterschaft (BVM - Target Racing)
- Jake Rosenzweig: Carlin Motorsport → World Series by Renault (Carlin)
- Basil Shaaban: Prema Powerteam → Auszeit
- Adrien Tambay: ART Grand Prix → Auto GP (Charouz-Gravity Racing)
- Nick Tandy: Kolles & Heinz Union → Porsche Supercup (Konrad Motorsport)
- Jean Karl Vernay: Signature-Plus → Firestone Indy Lights (Sam Schmidt Motorsports)
- Christian Vietoris: ASL Mücke Motorsport → GP2-Serie (Racing Engineering)
- Henkie Waldschmidt: SG Formula → Auszeit
- Robert Wickens: Kolles & Heinz Union → GP3-Serie (Status Grand Prix)
- Renger van der Zande: Motopark Academy → GP3-Serie (RSC Mücke Motorsport)

### Änderungen bei den Teams
- Carlin Motorsport, HBR Motorsport, Kolles & Heinz Union, Manor Motorsport und SG Formula haben die Formel-3-Euroserie verlassen.[1][14]
- Motopark Academy wechselte den Motorenlieferanten von Mercedes-Benz zu Volkswagen.[9]
- Jo Zeller Racing nahm am zweiten und neunten Rennwochenende an der Formel-3-Euroserie teil.

### Änderungen während der Saison
Am zweiten Rennwochenende traten vier Gaststarter an. Nach dem zweiten Rennwochenende verließ Adrian Quaife-Hobbs Motopark Academy. Am dritten Rennwochenende wurde er durch Kevin Magnussen ersetzt. Ab dem fünften Rennwochenende verstärkten Mika Mäki und Christopher Zanella, der als Gaststarter antritt, das Fahreraufgebot von Motopark Academy.

## Rennkalender
Der ursprüngliche Rennkalendar der Formel-3-Euroserie-Saison 2010 wurde am 18. Dezember 2009 veröffentlicht und umfasste neun Rennwochenenden mit je zwei Rennen. Am 29. Januar 2010 wurde ein überarbeiteter Rennkalender präsentiert, der nur noch acht Läufe umfasste. Der Lauf auf dem EuroSpeedway Lausitz wurde ersatzlos gestrichen und das Saisonfinale, welches ursprünglich auf dem Hockenheimring ausgetragen werden sollte, wurde nach Magny-Cours verlegt. Am 20. Februar 2010 wurde auch dieser Kalender revidiert. Das letzte Rennen fand nun wie ursprünglich geplant in Hockenheim statt, wohingegen das Rennen in Magny-Cours gestrichen wurde. Der Saisonauftakt fand nun in Le Castellet statt. Die weiteren acht Rennwochenenden fanden im Rahmenprogramm der DTM statt.
| Nr. | Datum         | Rennstrecke  | Sieger                 | Zweiter           | Dritter                |
| --- | ------------- | ------------ | ---------------------- | ----------------- | ---------------------- |
| 1.  | 10. April     | Le Castellet | Edoardo Mortara        | Marco Wittmann    | Alexander Sims         |
| 2.  | 11. April     | Le Castellet | Alexander Sims         | Edoardo Mortara   | Marco Wittmann         |
| 3.  | 24. April     | Hockenheim   | Marco Wittmann         | Edoardo Mortara   | Valtteri Bottas        |
| 4.  | 25. April     | Hockenheim   | Roberto Merhi          | Daniel Juncadella | Edoardo Mortara        |
| 5.  | 22. Mai       | Valencia     | Edoardo Mortara        | Valtteri Bottas   | Alexander Sims         |
| 6.  | 23. Mai       | Valencia     | Kevin Magnussen        | Nicolas Marroc    | Laurens Vanthoor       |
| 7.  | 3. Juli       | Nürnberg     | Edoardo Mortara        | Marco Wittmann    | Valtteri Bottas        |
| 8.  | 4. Juli       | Nürnberg     | Valtteri Bottas        | Marco Wittmann    | Edoardo Mortara        |
| 9.  | 7. August     | Nürburg      | Edoardo Mortara        | Laurens Vanthoor  | Roberto Merhi          |
| 10. | 8. August     | Nürburg      | António Félix da Costa | Marco Wittmann    | Alexander Sims         |
| 11. | 21. August    | Zandvoort    | Edoardo Mortara        | Valtteri Bottas   | Marco Wittmann         |
| 12. | 22. August    | Zandvoort    | António Félix da Costa | Laurens Vanthoor  | Roberto Merhi          |
| 13. | 4. September  | Brands Hatch | Edoardo Mortara        | Laurens Vanthoor  | Marco Wittmann         |
| 14. | 5. September  | Brands Hatch | António Félix da Costa | Carlos Muñoz      | Daniel Juncadella      |
| 15. | 18. September | Oschersleben | Valtteri Bottas        | Alexander Sims    | António Félix da Costa |
| 16. | 19. September | Oschersleben | Jim Pla                | Marco Wittmann    | Nicolas Marroc         |
| 17. | 16. Oktober   | Hockenheim   | Edoardo Mortara        | Valtteri Bottas   | Marco Wittmann         |
| 18. | 17. Oktober   | Hockenheim   | Daniel Juncadella      | Roberto Merhi     | Valtteri Bottas        |

## Wertung

### Fahrerwertung
Stand: Saisonende
| Pos. | Fahrer                 | Punkte |
| ---- | ---------------------- | ------ |
| 1.   | Edoardo Mortara        | 101    |
| 2.   | Marco Wittmann         | 76     |
| 3.   | Valtteri Bottas        | 74     |
| 4.   | Alexander Sims         | 63     |
| 5.   | Roberto Merhi          | 56     |
| 6.   | Laurens Vanthoor       | 42     |
| 7.   | António Félix da Costa | 40     |
| 8.   | Daniel Juncadella      | 35     |
| 9.   | Carlos Muñoz           | 18     |

| Pos. | Fahrer              | Punkte |
| ---- | ------------------- | ------ |
| 10.  | Jim Pla             | 13     |
| 11.  | Nicolas Marroc      | 10     |
| 12.  | Kevin Magnussen     | 8      |
| 13.  | Adrian Quaife-Hobbs | 7      |
| 14.  | Matias Laine        | 3      |
| 15.  | Christopher Zanella | 2      |
| 16.  | Tobias Hegewald     | 1      |
| 17.  | Mika Mäki           | 0      |

- Jimmy Eriksson, Esteban Gutiérrez, Luís Sá Silva, Renger van der Zande und Sandro Zeller starteten als Gastfahrer und wurden somit nicht in die Wertung aufgenommen.

- Christopher Zanella nahm an drei Rennen als Gaststarter und an einem Rennwochenende als regulärer Pilot teil.

### Teamwertung
Stand: Nach Saisonende
| Pos. | Team             | Punkte |
| ---- | ---------------- | ------ |
| 1.   | Signature        | 193    |
| 2.   | ART Grand Prix   | 148    |
| 3.   | Mücke Motorsport | 74     |
| 4.   | Motopark Academy | 60     |
| 5.   | Prema Powerteam  | 44     |

- Jo Zeller Racing startete als Gastteam und wurde somit nicht in die Wertung aufgenommen.